# Osiedle Zachód (Szczecinek)
Zachód – osiedle mieszczące się w zachodniej części Szczecinka. Administracyjnie jest podzielony na: 
- Zachód I (wschodnia część),
- Zachód II (największa część),
- Zachód III (budowany, osiedle domów jednorodzinnych),
- Zachód IV (w planach, część północna).

W chwili obecnej jest to największe osiedle mieszkaniowe Szczecinka, zamieszkane przez około 9 000 osób. W pobliżu znajduje się tzw. Lasek Zachodni, jezioro Trzesiecko oraz droga wojewódzka nr 172. Mieszkańcy należą do parafii pw. Świętej Rozalii w Szczecinku.

## Historia
Tereny dzisiejszego osiedla przez długi czas nie były zagospodarowane. Dopiero pod koniec XIX wieku powstała tu ulica Maikowskistraße, dzisiejsza Pułaskiego. Po drugiej wojnie światowej napływ imigrantów sprowadził konieczność stworzenia tutaj pól uprawnych. W latach osiemdziesiątych rozpoczęto budowę pierwszych bloków. Obecnie dokonuje się ich renowacji, natomiast tzw. Zachód IV jest głównym obszarem rozwoju mieszkalnictwa wielorodzinnego.